# Culex rajah
Culex rajah Tsukamoto, 1989 è una zanzara, endemica di Sabah (Malaysia), che nel suo stadio larvale vive all'interno degli ascidi della pianta carnivora Nepenthes rajah ed è pertanto considerata un nepenthebionte.